# Рошколомб
Рошколо́мб (фр. Rochecolombe, окс. Ròchacolomba) — коммуна во Франции, находится в регионе Рона — Альпы. Департамент коммуны — Ардеш. Входит в состав кантона Вильнёв-де-Бер. Округ коммуны — Ларжантьер.
Код INSEE коммуны — 07190.

## Население
Население коммуны на 2008 год составляло 222 человека.
| 1962 | 1968 | 1975 | 1982 | 1990 | 1999 | 2008 |
| ---- | ---- | ---- | ---- | ---- | ---- | ---- |
| 167  | 178  | 139  | 167  | 131  | 170  | 222  |

## Экономика
В 2007 году среди 135 человек в трудоспособном возрасте (15—64 лет) 97 были экономически активными, 38 — неактивными (показатель активности — 71,9 %, в 1999 году было 65,8 %). Из 97 активных работали 82 человека (45 мужчин и 37 женщин), безработных было 15 (6 мужчин и 9 женщин). Среди 38 неактивных 5 человек были учениками или студентами, 19 — пенсионерами, 14 были неактивными по другим причинам.

## Достопримечательности
- Руины замка Рошколомб
- Церковь Сен-Пьер-де-Совеплантад, исторический памятник с 19 августа 1907 года
- Церковь Сен-Бартелеми-де-Рошколомб

## Фотогалерея
- Рошколомб
- Церковь Сен-Пьер-де-Совеплантад
- Часовня Сен-Бартелеми
- Карта коммуны